# Metriocnemus edwardsi
Metriocnemus edwardsi är en tvåvingeart som beskrevs av Jones 1916. Metriocnemus edwardsi ingår i släktet Metriocnemus och familjen fjädermyggor. Inga underarter finns listade i Catalogue of Life.